# General de Infantería (Imperio ruso)

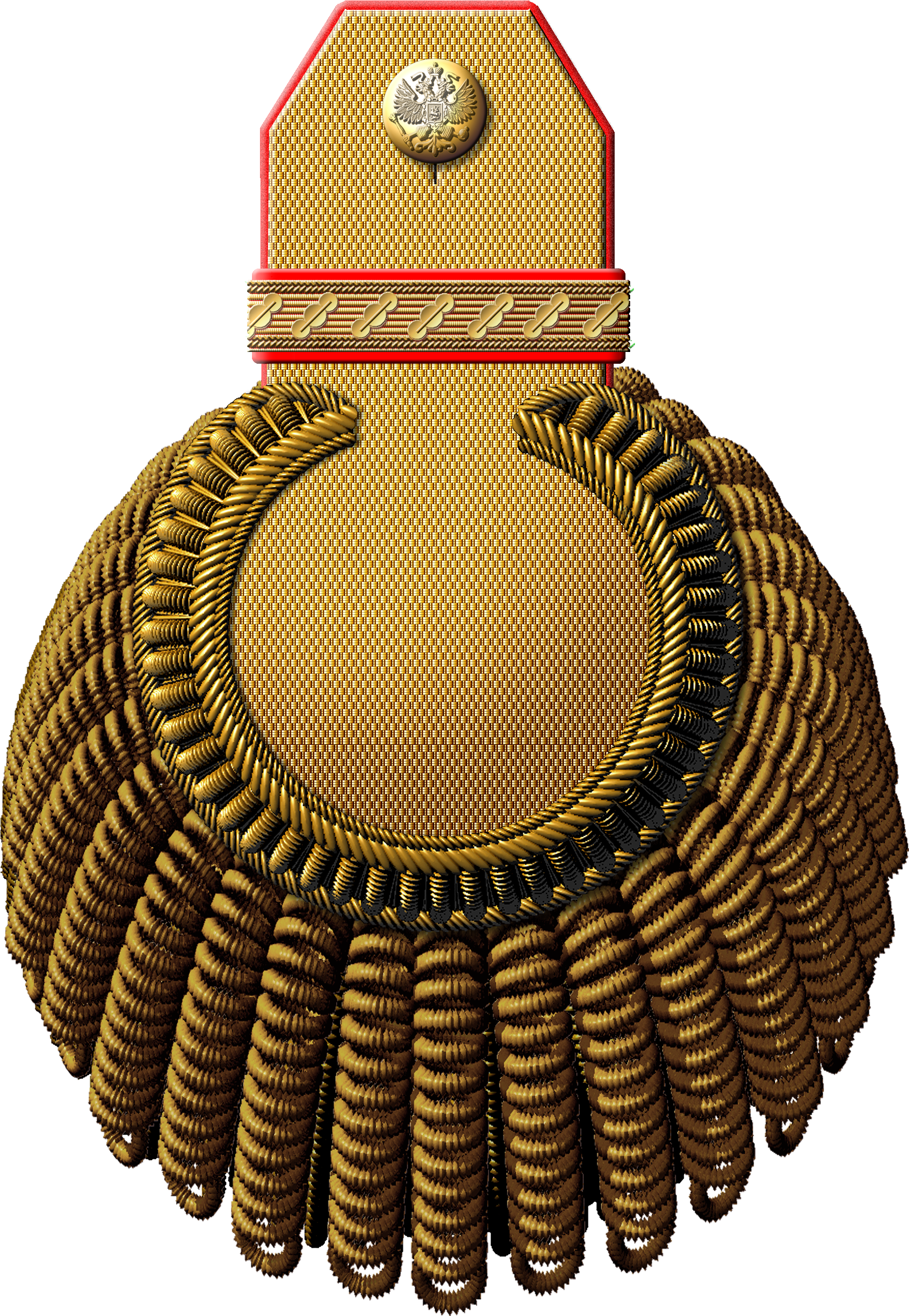
Charretera de general de infantería del Imperio ruso (1857-1917).

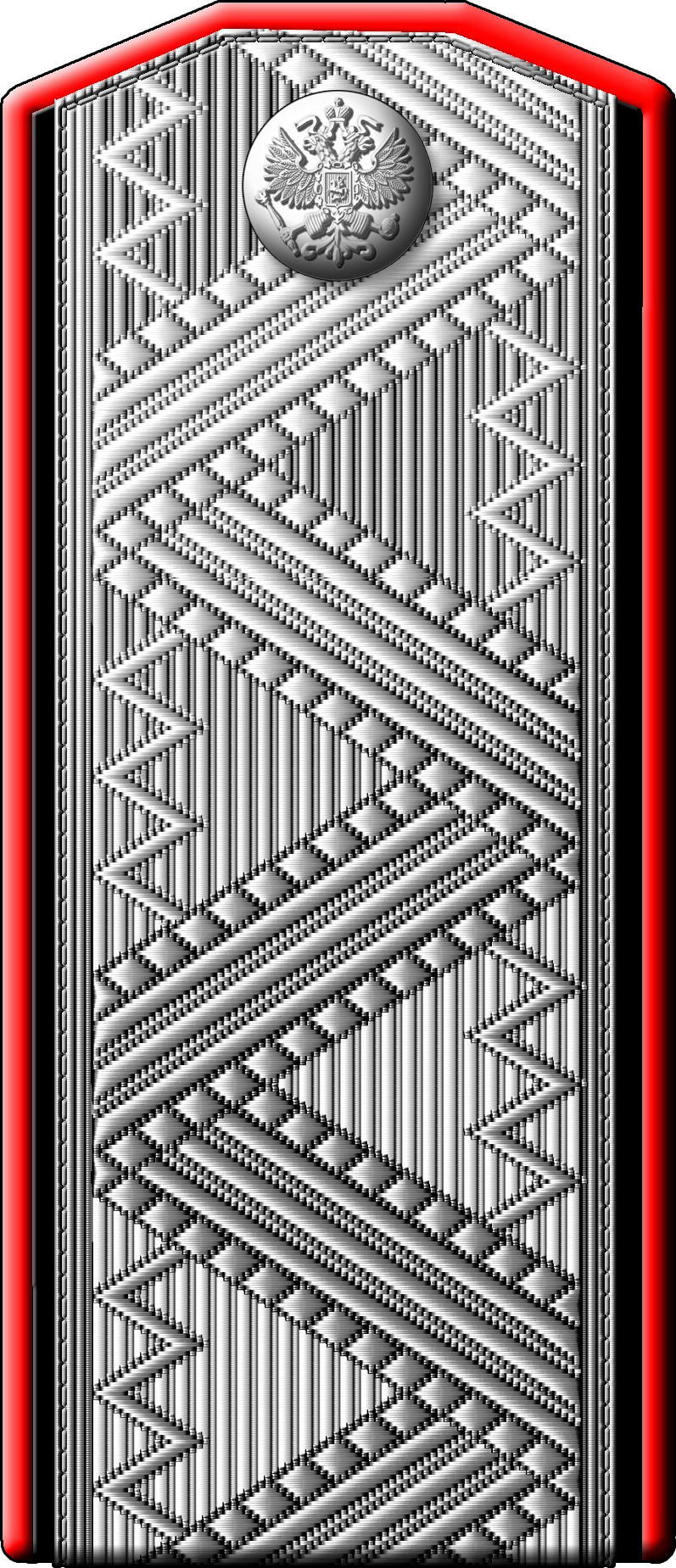
Pogón de general de infantería del Imperio ruso (1904-1909).

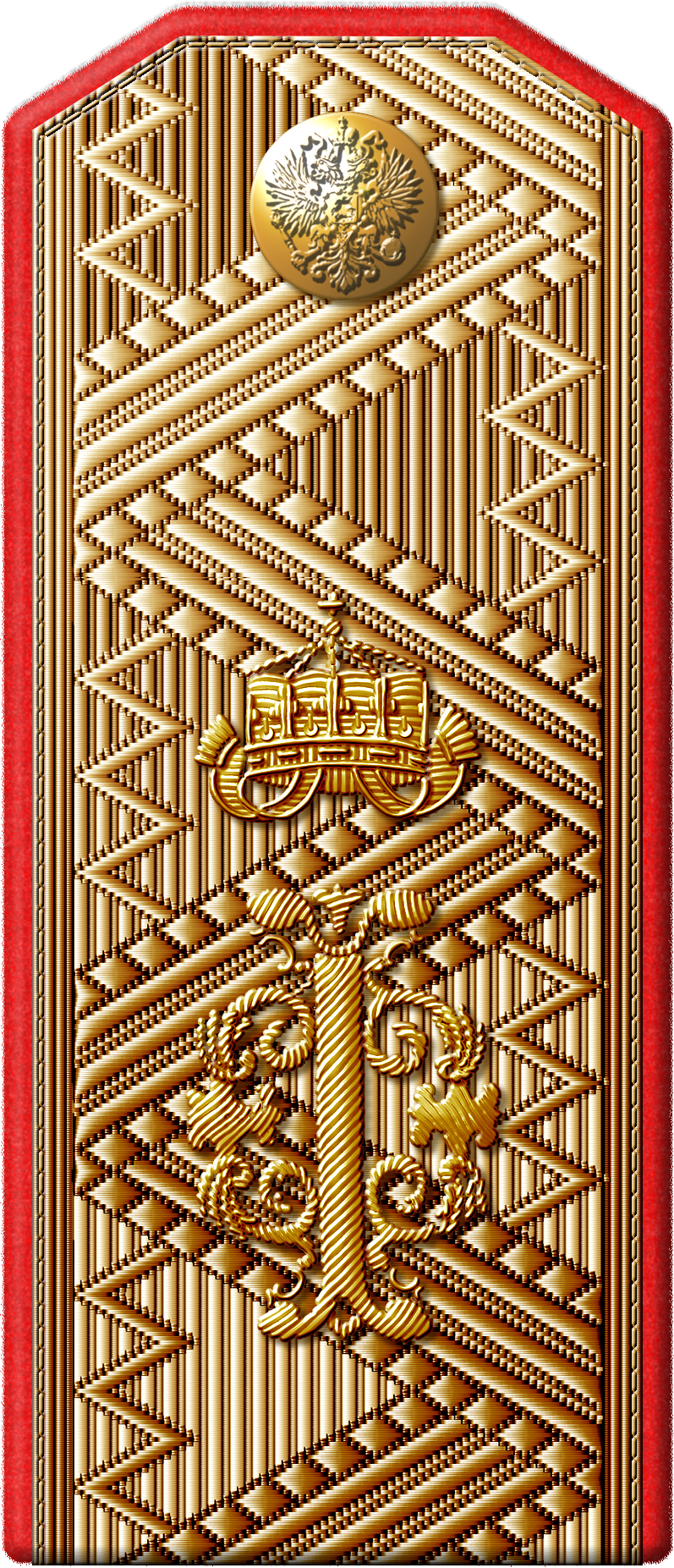
Pogón de general de infantería del 54 Regimiento del Imperio ruso (1902-1915).

General de Infantería (en ruso: генера́л от инфантерии) fue uno de los más altos grados y rangos militares del Ejército Imperial Ruso.

## Historia

### Ejército de Pedro I
En el Imperio ruso, el rango fue introducido por Pedro I. En 1700 se estableció que tres generales —Adam Veide, Anikita Repnín y Avtonom Golovín— encabezaran tres generalstvo (más tarde divisiones). En la batalla de Narva, dos de los generales, Veide y Golovín, fueron capturados. De este modo, el único general activo del ejército ruso, Repnín, con la introducción de un mando separado para la infantería y la caballería, sería conocido como  el general de infantería. Al regresar de la cautividad en el Imperio sueco, Veide, que regresó a Rusia en 1710, según Nikolái Bantysh-Kamenski, con ocasión de su nombramiento como caballero de la Orden de San Andrés en 1714 ya era general en jefe. Golovín regresaría en 1719 y recibiría la misma condecoración y el rango de general de infantería.
En 1711 existían ya cuatro divisiones de infantería en el ejército ruso que participó en la campaña del Prut, las cuales debían estar bajo el mando de un general de campo, un rango que más tarde sería interpretado tanto como general en jefe como general de infantería. A la cabeza de las divisiones estaban Veide, Repnín, Hallart y Enzberg.
El grado de general de infantería se añadiría a la Tabla de Rangos en 1722. Sin embargo, tras el nombramiento a Repnín como mariscal de campo general en 1724, no sería ya usado, reemplazado por el rango de general en jefe.

### Después de 1796
Fue reintroducido por Pablo I el 29 de noviembre de 1796 en el lugar de general en jefe. El rango se hallaba entre los rangos de segunda clase de la Tabla de Rangos, con el apelativo "Su Eminencia". Se correspondía con los rangos de almirante y consejero privado activo. El general de infantería ejercería las funciones de inspector general de las unidades de infantería o fusileros, comandante de las tropas del distrito militar, líder de grandes formaciones como cuerpos de ejército y grupos de ejércitos. Era un rango más bajo que el de mariscal de campo y superior al de teniente general.

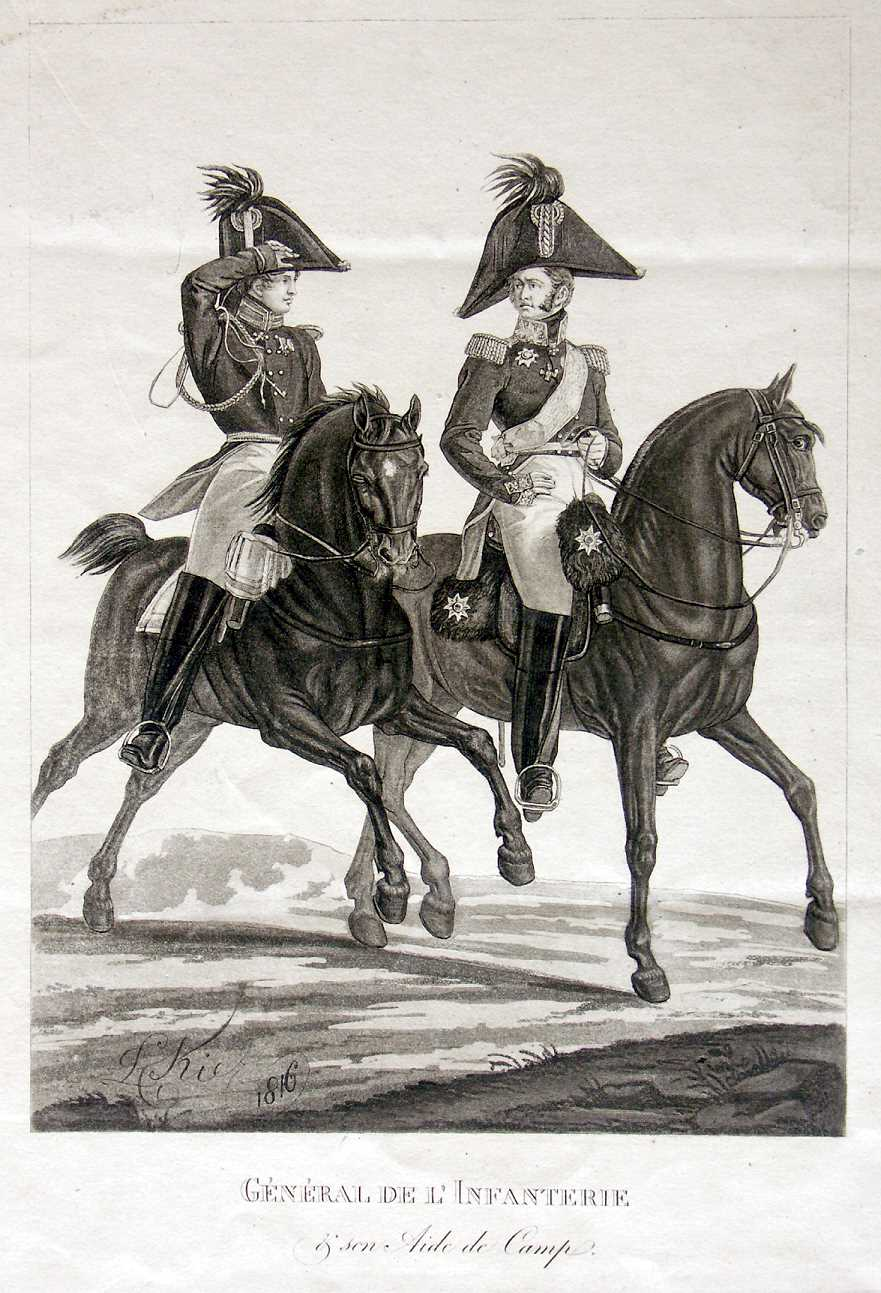
Lev Kil, general de infantería y ayudante general en la época de las guerras napoleónicas.
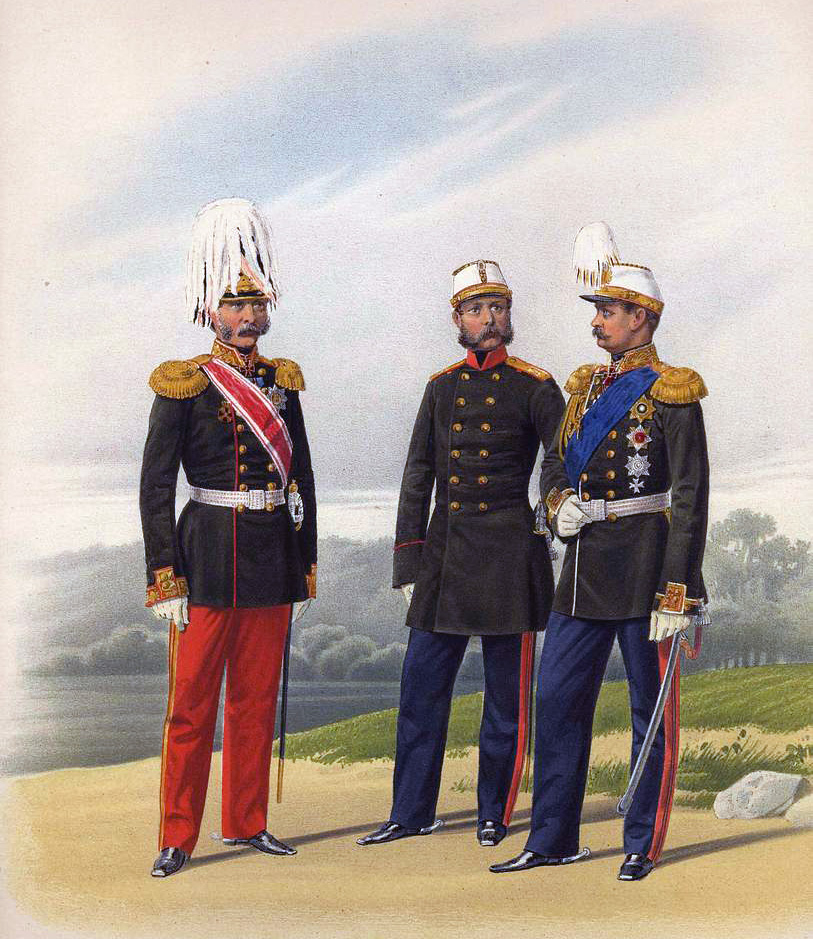
Karl Piratski, General de infantería y ayudante general, 1862.
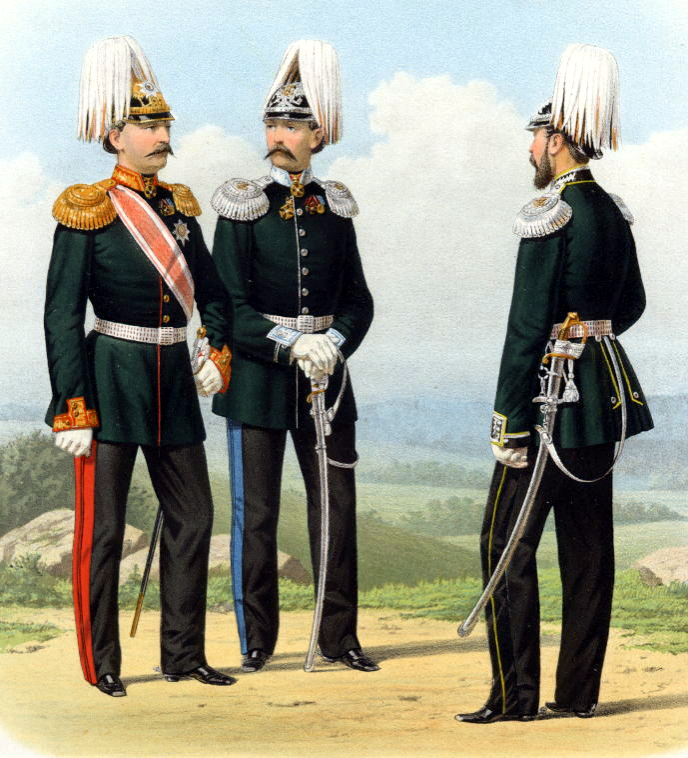
Piotr Gúbarev representa aquí los cambios en los uniformes de 1873.

### Abolición del rango en 1917
En el territorio del distrito militar de Petersburgo el rango cesó de existir el 3 (16 en el calendario juliano) de diciembre de 1917 por la orden "Sobre la elección de personas para los mandos y sobre la abolición de rangos y distinciones".
En el resto del territorio, controlado por Consejo de Comisarios del Pueblo, el rango dejó de existir a partir del 17 (30) de diciembre de 1917, en la fecha en que entrara en vigor el decreto "sobre la elección de todo el personal militar" adoptado por el Consejo.